# 1273
1273 (MCCLXXIII) je bilo navadno leto, ki se je po julijanskem koledarju začelo na nedeljo.

## Dogodki

### Slovenija
- Umrlega oglejskega patriarha Filipa Španhajmskega nasledi Rajmond Della Torre. 1299 ↔

### Evropa
- 8. februar - Okcitanija: aragonski kralj Jakob I. privoli, da se ne bo več vmešaval v južnofrancoske zadeve. Francoski kralj Filip III. izpusti upornega foiškega grofa Rogerja-Bernarda III. in mu vrne nekaj zaplenjenih posesti.
- 13. april - Lyon: papež Gregor X. skliče Drugi lyonski koncil. 1274 ↔
- 19. april - Zapisan je najstarejši dokument hrvaškega Saborja in sicer Obči zbor celotne Kraljevine Slavonije (Congregatio Regni tocius Sclavonie generalis).
- 29. september - Švabski grof Rudolf I. Habsburški je izvoljen za novega nemškega kralja[1], prvi iz dinastije Habsburžanov. S tem je končano skoraj dvajset let trajajoče medvladje titularnih vladarjev. Med Rudolfom in protikandidatom Otokarjem II. nemudoma izbruhnejo sovražnosti. 1274 ↔
- 24. oktober - Aachen: kronanje Rudolfa Habsburškega za nemškega kralja.
- november - Začetek kanonizacije francoskega kralja Ludvika IX.
- 6. december  - Tomaž Akvinski doživi mistično izkustvo in prekine s pisanjem Summe Theologice. Le-ta ostane sicer obsežno, a nedokončano delo.
- Manjša vojna med madžarsko in češko krono. Otokar II. izkoristi razdrobljenost madžarskega dvora in zavzame Bratislavo.
- Bizantinski cesar Mihael VIII. Paleolog preda Genovčanom Galato, da bi se zaščitil pred Benečani.
- v Švici je ustanovljena Večna zveza.
- Dokončan je cisterijanski samostan Stift Stams na Tirolskem.

### Azija
- marec - Obleganje Xiangyanga (1267-1273): Mongoli, ki jih vodi Kublajkan po šestih letih obleganja zavzamejo Xiangyang s pomočjo novih tribokov s protiutežjo. S tem dobijo popoln nadzor nad reko Jangce in odprto pot v notranjost Južnega Songa.
- julij - Egiptovski sultan Bajbars zavzame zadnjo utrdbo Asasinov Al-Kahf.
- december - Konya, Sultanat Rum: privrženci umlega sufija in pesnika Rumija ustanovijo red plešočih dervišev Mevlevi.
- Upor Sambjeolčo (1270-73), Koreja: korejski rojalisti in Mongoli počistijo z zadnjimi ostanki upornih milic.

## Rojstva
- 14. januar - Ivana I. Navarska, šampanjska grofica, navarska kraljica[2], francoska kraljica († 1305)
- 15. julij - Ewostatewos, etiopski svetnik († 1352)
- november - Abulfeda, arabski zgodovinar, geograf († 1331)

Neznan datum
- Abu al-Fida, arabski zgodovinar, emir Hame († 1331)
- David VIII., gruzijski kralj († 1311)
- Marija Lusignanska, ciprska princesa, aragonska kraljica († 1319)
- Margareta Anžujska, grofica Anjouja in Maineja († 1299)

## Smrti
- 25. marec - Thomas Bérard, 20. veliki mojster vitezov templarjev
- 13. junij - Hodžo Masamura, japonski šogun (* 1205)
- 8. julij - Anno iz Sangershausna, 10. veliki mojster vitezov križnikov
- oktober - Baldvin II. Konstantinopelski, zadnji latinski cesar (* 1217)
- 9. oktober - Elizabeta Bavarska, nemška kraljica (* 1227)
- 17. december - Džalal al-Din Muhamad Rumi, perzijski sufi in pesnik (* 1207)

Neznan datum
- Divan Bartski, pruski vojskovodja
- Filip Španhajmski, oglejski patriarh
- Mohamed I. ibn Nasr, emir Granade (* 1191)
- Orlando Bonsignori, italijanski bankir